# Mayvaleh
Mayvaleh (persiska: مَيوَلِه, ميولِه, مِيوَلِه, میوله) är en ort i Iran.   Den ligger i provinsen Hamadan, i den nordvästra delen av landet, 300 km väster om huvudstaden Teheran. Mayvaleh ligger 1 981 meter över havet och antalet invånare är 506.
Terrängen runt Mayvaleh är huvudsakligen kuperad, men västerut är den platt.Runt Mayvaleh är det ganska tätbefolkat, med 80 invånare per kvadratkilometer. Närmaste större samhälle är Kamak-e Soflá, 12,0 km nordost om Mayvaleh. Trakten runt Mayvaleh består i huvudsak av gräsmarker.